# Israels herrlandslag i fotboll
Israels herrlandslag i fotboll representerar Israel i fotboll på herrsidan.

## Historik
Israels herrlandslag i fotboll bildades 1948 i dåvarande Brittiska Palestinamandatet och är medlem av Fifa samt sedan 1994 av det europeiska Uefa. Tidigare var Israel med i det asiatiska förbundet AFC.
Största segern kom 23 mars 1988 mot Taiwan (9–0).

### Asiatiska mästerskap
- 1956 - Tvåa
- 1960 - Tvåa
- 1964 - Etta
- 1968 - Trea

1956 tog man silver efter andra platsen bakom Korea; alla lag spelade i en enda grupp. Samma resultat blev det även 1960 då man återigen föll mot Korea.
1964 hölls mästerskapet hemma i Israel och där vann man sitt enda mästerskap hittills efter avgörande 2–0 över grupptvåan Indien. 
1968 var Israels sista mästerskap i Asien. Mästerskapet i Iran vanns av hemmalaget. Israel slutade trea efter Burma.

### EM-kval
- 1960 till 1992 - Ej medlem av UEFA
- 1996 till 2020 - Kvalade inte in

Största framgången i 1996 års kval till EM i England var segern med 2–1 över Polen i den första matchen. Till slut lyckades man i den gruppen bara komma före Azerbajdzjan.
Större framgång kom i 2000 års kval då man tog sig till playoff genom en andra plats i gruppen bakom Spanien. Andra omgången var dock helt misslyckad efter sammanlagt 0–8 mot Danmark.
2004 års kval blev mindre lyckad med bara en pinne mot de två bästa lagen (oavgjort hemma mot Slovenien). Man slog bara Cypern och Malta en gång.
2008 års kval placerade Israel i en grupp tillsammans med Andorra, England, Estland, Kroatien, Makedonien och Ryssland. Man kom fyra i gruppen men visade att man kan kämpa bra. Man fick 2–1 hemma och 1–1 borta mot Ryssland, 0–0 hemma mot England och en mindre lyckad 3–4-förlust mot Kroatien hemma.
2012 års kval gav en tredjeplats i gruppen där man var både en bit från toppstriden samt en bit från bottenstriden. Israel lyckades vinna 5 av de 6 spelade matcherna mot de lägre placerade lagen, men mot Grekland och Kroatien, som slutade etta respektive tvåa blev det inga poäng.

### VM-kval
- 1930 till 1938 - Deltog ej
- 1950 till 1966 - Kvalade inte in
- 1970 - Första omgången
- 1974 till 2022 - Kvalade inte in

Det dröjde till 1962 års kval innan Israel skulle undvika att hamna sist i sin kvalgrupp. Efter att ha slagit ut Cypern och Etiopien ställdes man mot Italien och där hade Israel ingen chans.
Israel kvalade in till sitt enda slutspel 1970 efter att man i playoff slagit ut Australien. I finalen i Mexiko lyckades man spela oavgjort mot blivande finalisterna Italien och Sverige. Förlust med 0–2 mot Uruguay stoppade dock Israel från fortsatt spel.
Israel spelade sitt första kval i Europa till 1982 års VM i Spanien. Redan på sjuttiotalet hade de arabiska länderna tvingat Israel ut från AFC och sedan dess var man tvungen att spela sina kvalmatcher mot udda lag från världens alla hörn.
Till 1990 års VM i Italien slogs man ut i playoff av Colombia. Israel spelade 0–1 borta men fick bara 0–0 hemma.
I kvalet till 1994 års kval kom Israel sist i gruppen, men överraskande nog lyckades man slå Frankrike borta med 3-2, vilket kostade dem en eventuell VM-plats till Bulgarien som skulle komma fyra i detta VM.
1998 slutade Israel trea i gruppen med fyra vinster, en oavgjord och tre förluster. Toppstriden var inte avlägset, och Israel slutade fem poäng bakom Bulgarien som tog hem gruppen före Ryssland.
2002 års kval hamnade Israel i en grupp med Spanien, Österrike, Bosnien & Hercegovina och Liechtenstein. I den sista matchen mot Österrike hade Israel chans till en playoffplats vid seger, men matchen slutade 1–1 och det blev därmed inget fortsatt spel då man slutat trea i den gruppen.
I kvalet till 2006 års VM i Tyskland hade man flera bra resultat med bland annat två oavgjorda mot Frankrike. Israel slutade trea även i denna grupp. Israel blev även det enda laget i Uefa och tillsammans med Kuba och Marocko de enda lagen som blev obesegrade och inte kvalade in.
I kvalet till VM i Sydafrika år 2010 hade Israel blandade resultat, men fick till sist nöja sig med en fjärdeplats i gruppen. Israel förlorade visserligen bara två matcher, men de enda segrarna kom mot gruppens två bottenlag, Luxemburg och Moldavien. I den sista matchen mot Schweiz hade Israel dock en minimal chans att ta sig till playoffmatcherna till VM, men då krävdes inte bara en israelisk seger, utan även en grekisk förlust mot Luxemburg. Så blev inte fallet då grekerna vann medan Israel spelade 0-0, och därför fick Grekland ta playoffplatsen istället.
VM-kvalet 2014 slutade med en ej märkvärdig tredjeplats. Kvalets bästa resultat var de två oavgjorda matcherna mot Portugal.
Kvalet till VM 2018 var inte särskilt lyckat för Israel. Man slutade på en fjärdeplats med 3–0-segern borta mot Albanien som bästa resultat.